# وستمپتون، نیوجرسی
وستمپتون (به انگلیسی: Westampton Township) شهری در ایالت نیوجرسی کشور ایالات متحده آمریکا است که جمعیت آن در سرشماری سال ۲۰۱۰ میلادی، ۸٬۸۱۳ نفر بوده‌است.